# Viaro Capodistria
Viaro Capodistria (o Capo d'Istria, in greco Βιάρος Καποδίστριας?, Viaros Kapodistrias; 1774 – 1842) è stato un politico e patriota greco, membro della Filikí Etería, un'organizzazione segreta il cui scopo era quello di rovesciare il dominio ottomano della Grecia e di stabilire uno Stato greco indipendente.
Era il fratello maggiore di Giovanni e Agostino Capodistria.

## Biografia
Nacque a Corfù, primogenito del diplomatico conte Antonio Maria Capodistria, e da Diamantina, figlia di Cristodulo Gonemi. Dopo gli studî di carattere generale nella sua città natale, si recò a Padova per studiare legge. Quando ritornò, ebbe un seggio al senato ionico del 1818 a Corfù, venendo iniziato nella Filikí Etería da Aristide Pappas. Durante la rivoluzione ellenica, dalla loro base nel capoluogo isolano, Viaro e il commerciante Costantino Gherostato organizzarono legami tra i rivoluzionari e gruppi e fazioni favorevoli all'indipendenza greca dell'Europa occidentale, contribuendo parallelamente alla gestione per l'aiuto e la cura ai profughi fuggiti alle isole ribelli.
Nel marzo del 1828 andò con Agostino nella penisola greca per assistere il loro fratello Giovanni, da poco nominato governatore della Grecia. Fu parte del consiglio consultivo Panellinion (in greco Πανελλήνιον) e, assieme ad Alessandro Mavrocordato, messo a capo degli affari militari. Fu anche membro dell'Intendenza Generale, l'organo amministrativo principale per l'esercito e la marina, e commissario provvisorio delle Sporadi, poi, dall'ottobre 1829, Ministro degli Affari Navali. Allo stesso tempo, è stato responsabile della polizia segreta. Inoltre, contribuì alla formazione dell'orfanotrofio e del museo archeologico dell'isola di Egina.

Lui e suo fratello Agostino vennero accusati di nepotismo, in particolare dall'opposizione anti-capodistriana, per le cariche e occupazioni di posti ai più alti vertici del nuovo Stato. Viaro fu anche accusato di autoritarismo e di aver perpetrato abusi di potere.
Nel maggio del 1831, dopo la caduta politica del fratello Agostino, Viaro fuggì a Corfù dove morì nel 1842.